# Эль-Тарф (вилайет)
Эль-Тарф (араб. ولاية الطارف‎) — вилайет на крайнем северо-востоке Алжира.
Административный центр вилайета — город Эль-Тарф.

## Географическое положение
Вилайет Эль-Тарф расположен на побережье Средиземного моря в горах Орес.
Эль-Тарф граничит на востоке с Тунисом и с алжирскими вилайетами Аннаба и Гельма на западе, Сук-Ахрас на юге.
Рядом с портовым городом Эль-Кала расположен национальный парк Эль-Кала.

## Административное деление
Вилайет разделен на 7 округов и 24 коммун.

### Округа
1. Бен-Мехиди (Ben M’Hidi)
2. Бесбес (Besbes)
3. Бухаджар (Bouhadjar)
4. Бутельджа (Boutheldja)
5. Дреан (Dréan)
6. Эль-Кала (El Kala)
7. Эль-Тарф (El Taref)